# Luiz Henrique (calciatore 1997)
Luiz Henrique Beserra dos Santos, noto semplicemente come Luiz Henrique (Maceió, 19 aprile 1997), è un calciatore brasiliano, centrocampista del São Luiz.

## Caratteristiche tecniche
È un trequartista.

## Carriera
Cresciuto nel settore giovanile del Náutico, ha esordito in prima squadra il 14 novembre 2017 disputando l'incontro di Série B pareggiato 0-0 contro il Criciúma.

## Palmarès
- Campionato Pernambucano: 1

Náutico: 2018